# Vera Ralston
Vera Ralston (nascuda Věra Helena Hrubá; 12 de juliol de 1919 – 9 de febrer de 2003) fou una patinadora artística i actriu txeca, més endavant també ciutadana americana. Va treballar com a actriu durant els anys 40 i 50.

## Primers anys
Ralston va néixer amb el nom Věra Helena Hrubá, i era filla d'un joier ric de Praga (Txecoslovàquia). Es desconeix la seva edat; Ralston va dir en diverses ocasions que havia nascut el 1919, el 1920, el 1921, i el 1923. El seu germà era Rudy Ralston, que més endavant va ser un productor de cinema als Estats Units.

## Carrera com a patinadora artística
Com a patinadora, va representar Txecoslovàquia en competicions sota el seu nom de naixement, Věra Hrubá.
Va competir als Campionats Europeus de Patinatge Artístic de 1936, on va quedar quinzena. Aquella mateixa temporada va competir als Jocs Olímpics d'Hivern, on va quedar en dissetè lloc. Durant els jocs, va conèixer personalment i insultar Adolf Hitler. Hitler li va demanar si voldria "patinar per l'esvàstica." Ralston va dir sobre la interacció que "el vaig mirar directament als ulls, i li vaig dir que preferiria patinar sobre l'esvàstica. El Führer estava furiós."
Hrubá va competir als Campionats Europeus de Patinatge Artístic de 1937 i va quedar en setè lloc. Va emigrar als Estats Units a principis de la dècada del 1940 i va esdevenir ciutadana naturalitzada el 1946.

### Resultats
| Esdeveniment           | 1936  | 1937 |
| ---------------------- | ----- | ---- |
| Jocs Olímpics d'Hivern | 17ena |      |
| Campionats Europeus    | 15ena | 7ena |

## Carrera com a actriu

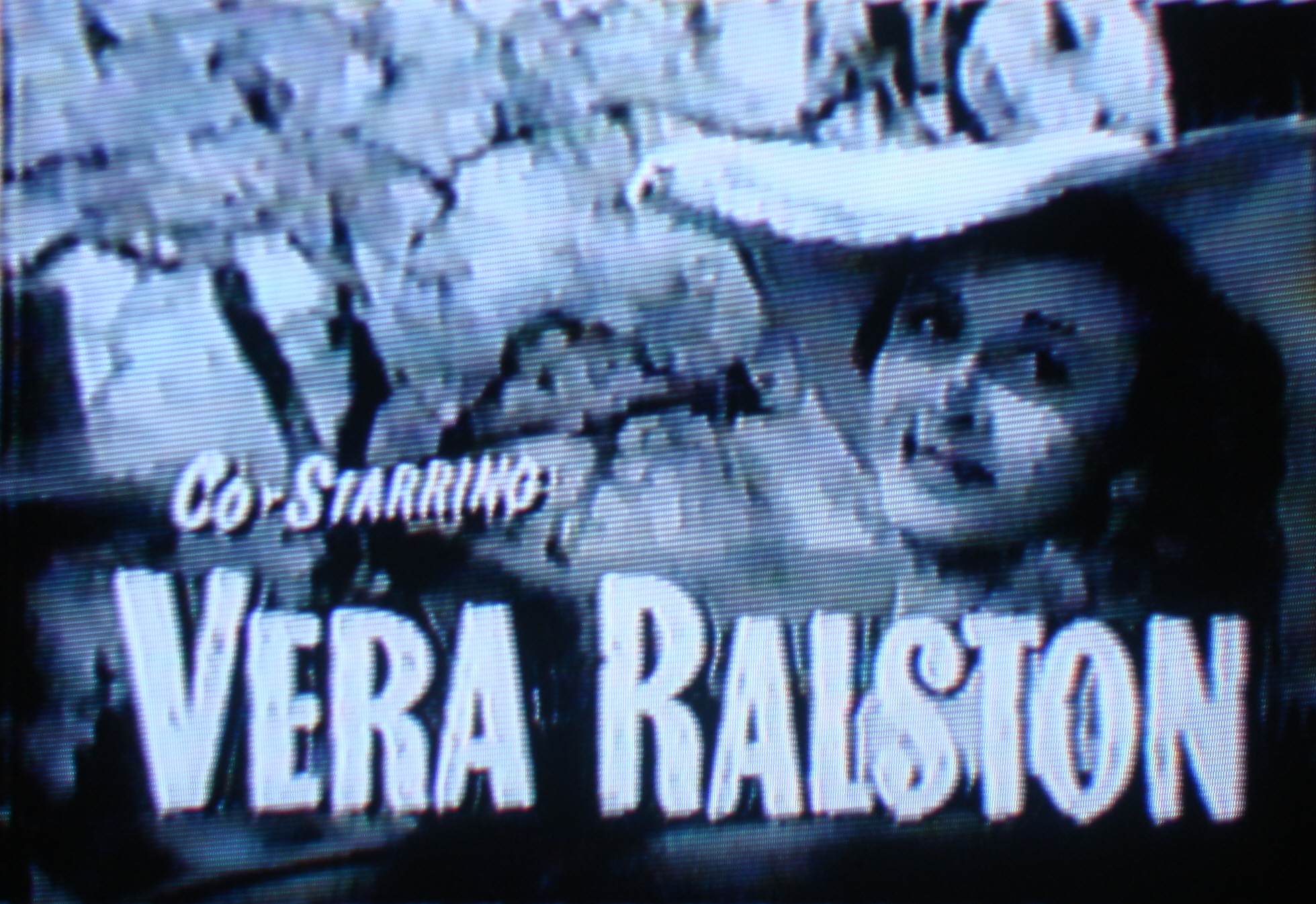
Vera Ralston a The Fighting Kentuckian.

Ralston va mudar-se a Hollywood amb la seva mare i va signar un contracte el 1943 amb Republic Pictures. Durant la seva carrera es coneixia amb el nom Vera Hrubá Ralston, i més endavant com a Vera Ralston. Normalment feia papers de noies immigrants a causa de les seva habilitat limitada amb l'anglès. Entre les 26 pel·lícules en què va actuar destaquen Storm Over Lisbon amb Erich von Stroheim (1944), Dakota (1945) amb John Wayne, I, Jane Doe (1948) amb Ruth Hussey i John Carrol, The Fighting Kentuckian, també amb John Wayne (1949), A Perilous Journey amb David Brian (1953), i Fair Wind to Java amb Fred MacMurray (1953). Va retirar-se d'actuar el 1958. Suposadament, tan sols dues de les 20 pel·lícules van guanyar dners.
El 1952, Ralston es va casar amb el cap dels estudis Republic, Herbert Yates. Yates tenia gairebé 40 anys més que ella, i havia deixat la seva dona i fills per estar amb Ralston. Yates va fer servir la seva posició per aconseguir-li papers, i va acabar sent demandat per accionistes de l'empresa per fer servir actius de l'empresa per promoure la seva dona. Yates va morir el 1966, deixant el seu patrimoni de 8 milions de dòlars a Ralston. Ralston va sofrir una crisi nerviosa poc després, i es va tornar a casar i va viure al sud de Califòrnia.
Va morir el 9 de febrer de 2003 a Santa Bàrbara (Califòrnia) a causa d'un càncer. Ralston té una estrella al Passeig de la Fama de Hollywood.
Els autors del llibre The Golden Turkey Awards la van nominar com a "Pitjor Actriu de Tots els Temps", juntament amb Candice Bergen i Mamie Van Doren. Va acabar guanyant Raquel Welch.

## Filmografia
| Curs | Títol                            | Rol                                       | Notes |
| ---- | -------------------------------- | ----------------------------------------- | ----- |
| 1941 | Capades de gel                   | Patinador de Capes de Gel                 |       |
| 1942 | Revista Ice-Capades              | Patinador de Capes de Gel                 |       |
| 1944 | La Dama i el Monstre             | Janice Farrell                            |       |
| 1944 | Tempesta sobre Lisboa            | Maria Mazarek, també coneguda com Maritza |       |
| 1944 | Serenata Lake Placid             | Vera Haschek                              |       |
| 1945 | Dakota                           | Sorrenca                                  |       |
| 1946 | Assassinat al Music Hall         | Lila Laughton                             |       |
| 1946 | Plainsman i la Dama              | Ann Arnesen                               |       |
| 1947 | Wyoming                          | Karen Alderson                            |       |
| 1947 | Týden v tichém cúpula            | Sieglová                                  |       |
| 1947 | La Flama                         | Carlotta Duval                            |       |
| 1948 | Jo, Jane Doe                     | Annette Dubois / Jane Doe                 |       |
| 1948 | Àngel a l'Amazones               | Christine Ridgeway                        |       |
| 1949 | El Kentuckian lluitador          | Fleurette de Marchand                     |       |
| 1950 | Rendir-se                        | Violeta Barton                            |       |
| 1951 | Belle Le Grand                   | Daisy Henshaw / Belle Le Grand            |       |
| 1951 | Tro a través del Pacífic         | La tinent Helen Landers                   |       |
| 1952 | Imperi Hoodlum                   | Marte Dufour                              |       |
| 1953 | Vent just a Java                 | Kim Kim                                   |       |
| 1953 | Un viatge perillós               | Francie Landreaux                         |       |
| 1954 | Ruta del Jubileu                 | Florinda Grove, alias Julie Latour        |       |
| 1955 | Timberjack                       | Lynne Tilton                              |       |
| 1956 | Acusat d'assassinat              | Ilona Vance                               |       |
| 1957 | Spoilers del bosc                | Joan Milna                                |       |
| 1957 | Tiro a Indian Gap                | Cheel Palmer                              |       |
| 1958 | El famós senyor monjos           | Àngela Monjos                             |       |
| 1958 | L'home que va morir dues vegades | Lynn Brennon                              |       |